# SN 2001hb
SN 2001hb – supernowa typu Ia odkryta 18 kwietnia 2001 roku w galaktyce A135711+0420. W momencie odkrycia miała maksymalną jasność 24,80m.